# Florapark Bern

Florapark Bern

Der Florapark ist eine kleine Parkanlage im Berner Monbijouquartier zwischen Monbijoustrasse im Westen, Schwarztorstrasse im Süden und Sulgeneckstrasse im Osten.
Der Park hat seinen Namen vom Florabrunnen, einem vom Künstler Otto Roos entworfenen Rundsäulentempel mit halbseitig umlaufendem Brunnen und Statue der Flora des Bildhauers August Heer. Der Florabrunnen wurde für die Landesausstellung 1914 geschaffen – wo er vor dem Restaurant Studerstein stand – und 1915 hierhin versetzt. Der Park war ursprünglich Teil des 1865 durch den Bremgartenfriedhof ersetzten Monbijou-Friedhofs. Während der Grossteil des ehemaligen Friedhofs überbaut wurde, wurde die südwestliche Ecke 1916 als Florapark in eine Promenade umgewandelt.
Aufgrund seiner Lage zwischen Oberzolldirektion, Berufs-, Fach- und Fortbildungsschule Bern, neuer Botschaft der Vereinigten Staaten und weiteren Bildungseinrichtungen sowie Bürogebäuden ist der Park im Sommer mittags ein beliebter Aufenthaltsort. Abends und nachts wird er dagegen manchmal von Prostituierten und Freiern des nahen Strassenstrichs an der Kleinen Schanze aufgesucht.